# Universitat Finis Terrae
La Universitat Finis Terrae (UFT) és una universitat independent i privada, ubicada a la ciutat de Santiago de Xile. Va a ser fundada el 1988, inaugurant el seu primer any acadèmic el 1988 amb les facultats de dret i enginyeria comercial, aconseguint la seva autonomia institucional en 1996. i el 1999 UFT es subscriu formant part de la Congregació dels Legionaris de Crist és membre de la Xarxa d'Universitats Anáhuac i es relaciona amb el Regnum Christi Té 19 programes de grau, postgrau i educació contínua.
El 2014, la universitat realitza un conveni amb l'Institut Nacional Francès Le Cordon Bleu iniciant en 2015 la carrera de Direcció i Gestió d'Arts Culinàries.
Actualment es troba acreditada per la Comissió Nacional d'Acreditació (CNA-Xile)per un període de 4 anys (d'un màxim de 7), des de novembre de 2019 fins a novembre de 2023. Figura en la posició 33 dins de les universitats xilenes segons la classificació webométrica de el CSIC (juliol de 2020). A més està en la posició 31 segons el rànquing de AméricaEconomía 2016.

## Facultats
- Arquitectura i Disseny
- Art
- Dret
- Enginyeria
- Comunicacions i Humanitats
- Medicina
- Odontologia
- Educació i Ciències de la Família